# Hans von Ditfurth
Hans Dietrich von Ditfurth (* 16. Januar 1862 in Münster; † 6. März 1917 auf Gut Dankersen bei Rinteln) war ein deutscher Verwaltungsbeamter und Rittergutsbesitzer.

## Leben
Hans von Ditfurth war ein Sohn des Obersten und Gutsbesitzers Arthur von Ditfurth und seiner Frau Elisabeth geb. von Schack. Er wuchs auf dem väterlichen Gut in Dankersen auf und machte sein Abitur auf dem Ernestinum Rinteln. Anschließend studierte er an der Albertus-Universität Königsberg und der Albert-Ludwigs-Universität Freiburg Rechtswissenschaft. 1881 wurde er im Corps Hasso-Borussia Freiburg recipiert. 1886 leitete er den ordentlichen Kösener Congress (oKC) des Kösener Senioren-Convents-Verbandes. Nach dem Studium trat er in den preußischen Staatsdienst. Er bestand 1890 die Große Staatsprüfung und war von 1895 bis zu seinem Tod Landrat des Landkreises Rinteln, der auf sein Bestreben hin 1904 in Landkreis Grafschaft Schaumburg umbenannt wurde. Im Nebenamt war er ab 1898 Aufsichtsrat der Rinteln-Stadthagener Eisenbahn AG. Als Besitzer des Ritterguts Dankersen war er Kammerherr und Stiftshauptmann bei der Stiftskirche St. Marien (Obernkirchen). Er war der erste Vorsitzende des 1908 gegründeten Museumsvereins für die Grafschaft Schaumburg.
Ab 1892 saß Ditfurth im Provinziallandtag der Provinz Westfalen. Ab 1899 vertrat er den Wahlkreis Kassel 1 im Preußischen Abgeordnetenhaus. Er gehörte zur Fraktion der Konservativen Partei. Nach Kriegsausbruch bemühte er sich 1914 als Reserveoffizier um Verwendung im aktiven Militärdienst; er wurde aber von der vorgesetzten Behörde als unabkömmlich betrachtet. Gleichwohl wurde er 1917 als Zivilist mit dem Eisernen Kreuz am weißen Bande ausgezeichnet. Er starb noch im selben Jahr an einer Sepsis.

## Ehrungen
- Lippischer Hausorden, Ehrenkreuz (1900)
- Roter Adlerorden IV. Klasse (1904)
- Lippischer Hausorden, Offizier-Ehrenkreuz (1906)
- Ernennung zum Königlichen Kammerherrn (1909)
- Eisernes Kreuz am weißen Bande (1917)